# Ilyobates mirabilis
Ilyobates mirabilis är en skalbaggsart som beskrevs av Volker Assing 1999. Ilyobates mirabilis ingår i släktet Ilyobates och familjen kortvingar. Inga underarter finns listade i Catalogue of Life.